# 火烧泡
火烧泡是一个位于中国吉林省镇赉县的湖泊，面积约为3平方千米，平均水深约为2.3米。